# پیتچکات

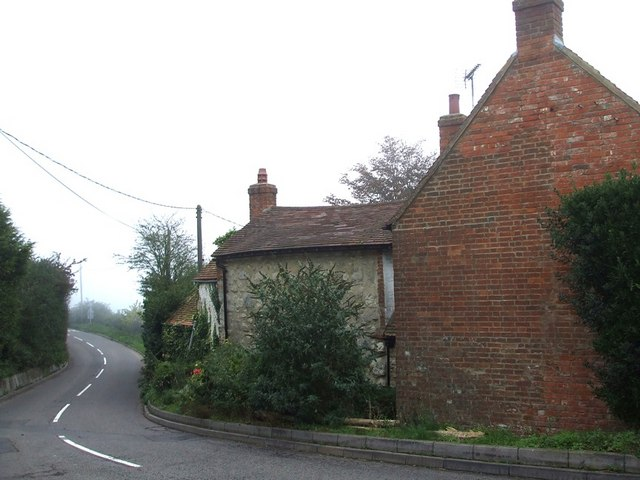
پیتچکات

پیتچکات (به انگلیسی: Pitchcott) یک روستا و محله مدنی در بریتانیا است که در الزبری ول واقع شده‌است. پیتچکات ۴۴ نفر جمعیت دارد.